# ライブ・イン田園コロシアム 〜The 夏祭り'81
『ライブ・イン田園コロシアム 〜The 夏祭り'81』（らいぶ・いんでんえんころしあむ ザ・なつまつりエイティーワン）は、チャゲ&飛鳥（現：CHAGE and ASKA）のライブ・アルバム。1981年9月10日に発売された。発売元はワーナー・パイオニア（現：ワーナーミュージック・ジャパン）。
2009年10月21日にSHM-CDとして再発売している。

## 背景
チャゲ&飛鳥初のライブ・アルバム。オリコンアルバムランキング1位を獲得した2ndアルバム『熱風』を引っ提げたツアー終盤となる1981年8月1日に、彼らにとって初めての野外ライブとなった田園コロシアムでのコンサートの模様を収録している。

## リリース
LP盤は、演奏された楽曲から10曲を収録している。また、同時期に発売されたカセット盤には、「万里の河」の後に「花暦」が追加収録されていた。
コンサートのみで披露されていた「歌い続ける」の音源は、本作に唯一収録されている。手書きの歌詞と楽譜のコピーが封入されている。
レコード盤が廃盤後長らくCD化されていなかったが、2009年10月21日に紙ジャケット・シリーズの一環として、SHM-CD仕様でヤマハミュージックコミュニケーションズより再発売された。その際に、オリジナル盤には未収録だった12曲が収録され、2枚組完全収録盤として初CD化された。

## 収録曲

### レコード盤
| 全編曲: 瀬尾一三。 |                                                |          |                        |
| #                  | タイトル                                       | 作詞     | 作曲                   |
| 1.                 | 「小倉祇園太鼓〜THE 夏祭り'81 <Introduction>」 |          | チャゲ＆飛鳥、大平彰彦 |
| 2.                 | 「夏は過ぎて」                                 | 田北憲次 | チャゲ                 |
| 3.                 | 「あとまわし」                                 | 飛鳥涼   | 飛鳥涼                 |
| 4.                 | 「流恋情歌」                                   | 飛鳥涼   | 飛鳥涼                 |
| 5.                 | 「万里の河」                                   | 飛鳥涼   | 飛鳥涼                 |

| #   | タイトル               | 作詞             | 作曲   | 編曲     |
| --- | ---------------------- | ---------------- | ------ | -------- |
| 6.  | 「悲炎」               | チャゲ、松井五郎 | チャゲ | 瀬尾一三 |
| 7.  | 「翼」                 | 飛鳥涼           | 飛鳥涼 | 平野孝幸 |
| 8.  | 「終章（エピローグ）」 | チャゲ、田北憲次 | チャゲ | 瀬尾一三 |
| 9.  | 「ひとり咲き」         | 飛鳥涼           | 飛鳥涼 | 瀬尾一三 |
| 10. | 「歌いつづける」       | 飛鳥涼           | 飛鳥涼 |          |

### カセット盤
| #  | タイトル                                       | 作詞     | 作曲                   | 編曲     |
| -- | ---------------------------------------------- | -------- | ---------------------- | -------- |
| 1. | 「小倉祇園太鼓〜THE 夏祭り'81 <Introduction>」 |          | チャゲ＆飛鳥、大平彰彦 | 瀬尾一三 |
| 2. | 「夏は過ぎて」                                 | 田北憲次 | チャゲ                 | 瀬尾一三 |
| 3. | 「あとまわし」                                 | 飛鳥涼   | 飛鳥涼                 | 瀬尾一三 |
| 4. | 「流恋情歌」                                   | 飛鳥涼   | 飛鳥涼                 | 瀬尾一三 |
| 5. | 「万里の河」                                   | 飛鳥涼   | 飛鳥涼                 | 瀬尾一三 |
| 6. | 「花暦」                                       | 松井五郎 | チャゲ                 | 平野孝幸 |

| #   | タイトル               | 作詞             | 作曲   | 編曲     |
| --- | ---------------------- | ---------------- | ------ | -------- |
| 7.  | 「悲炎」               | チャゲ、松井五郎 | チャゲ | 瀬尾一三 |
| 8.  | 「翼」                 | 飛鳥涼           | 飛鳥涼 | 平野孝幸 |
| 9.  | 「終章（エピローグ）」 | チャゲ、田北憲次 | チャゲ | 瀬尾一三 |
| 10. | 「ひとり咲き」         | 飛鳥涼           | 飛鳥涼 | 瀬尾一三 |
| 11. | 「歌いつづける」       | 飛鳥涼           | 飛鳥涼 |          |

### CD盤（完全収録盤）
| #         | タイトル                                       | 作詞      | 作曲                   | 編曲      | 時間  |
| --------- | ---------------------------------------------- | --------- | ---------------------- | --------- | ----- |
| 1.        | 「小倉祇園太鼓〜THE 夏祭り'81 <Introduction>」 |           | チャゲ＆飛鳥、大平彰彦 | 瀬尾一三  | 2:03  |
| 2.        | 「夏は過ぎて」                                 | 田北憲次  | チャゲ                 | 瀬尾一三  | 3:43  |
| 3.        | 「幻夜」                                       | チャゲ    | チャゲ                 | 平野孝幸  | 4:44  |
| 4.        | 「熱風」                                       | 松井五郎  | 飛鳥涼                 | 笛吹利明  | 7:57  |
| 5.        | 「あとまわし」                                 | 飛鳥涼    | 飛鳥涼                 | 瀬尾一三  | 4:06  |
| 6.        | 「流恋情歌」                                   | 飛鳥涼    | 飛鳥涼                 | 瀬尾一三  | 5:54  |
| 7.        | 「この恋おいらのからまわり」                   | 飛鳥涼    | 飛鳥涼                 | 平野孝幸  | 5:07  |
| 8.        | 「夢から夢へ」                                 | 飛鳥涼    | 飛鳥涼                 | 瀬尾一三  | 3:32  |
| 9.        | 「嘘」                                         | 松井五郎  | チャゲ                 | 瀬尾一三  | 4:18  |
| 10.       | 「万里の河」                                   | 飛鳥涼    | 飛鳥涼                 | 瀬尾一三  | 4:15  |
| 11.       | 「花暦」                                       | 松井五郎  | チャゲ                 | 平野孝幸  | 5:09  |
| 12.       | 「あばんぎゃるど」                             | 飛鳥涼    | 飛鳥涼                 | 瀬尾一三  | 6:30  |
| 合計時間: | 合計時間:                                      | 合計時間: | 合計時間:              | 合計時間: | 57:18 |

| #         | タイトル               | 作詞             | 作曲      | 編曲           | 時間  |
| --------- | ---------------------- | ---------------- | --------- | -------------- | ----- |
| 1.        | 「御意見無用」         | 阿里そのみ       | チャゲ    | 瀬尾一三       | 4:39  |
| 2.        | 「私の愛した人」       | 飛鳥涼           | 飛鳥涼    | Maki、瀬尾一三 | 7:50  |
| 3.        | 「悲炎」               | チャゲ、松井五郎 | チャゲ    | 瀬尾一三       | 6:59  |
| 4.        | 「翼」                 | 飛鳥涼           | 飛鳥涼    | 平野孝幸       | 3:40  |
| 5.        | 「放浪人 (TABIBITO)」  | 松井五郎         | チャゲ    | 瀬尾一三       | 3:30  |
| 6.        | 「荒野」               | 飛鳥涼           | 飛鳥涼    | 瀬尾一三       | 5:21  |
| 7.        | 「歌いつづける」       | 飛鳥涼           | 飛鳥涼    |                | 7:32  |
| 8.        | 「終章（エピローグ）」 | チャゲ、田北憲次 | チャゲ    | 瀬尾一三       | 5:10  |
| 9.        | 「真夏の国境」         | 飛鳥涼           | 飛鳥涼    | 瀬尾一三       | 6:01  |
| 10.       | 「ひとり咲き」         | 飛鳥涼           | 飛鳥涼    | 瀬尾一三       | 6:46  |
| 合計時間: | 合計時間:              | 合計時間:        | 合計時間: | 合計時間:      | 57:28 |

## 楽曲解説

### レコード盤
1. 小倉祇園太鼓〜THE 夏祭り'81<Introduction>
オープニングはチャゲと飛鳥が叩く小倉祇園太鼓からそのままバックバンドのオーバーチュアの演奏になだれ込み、「夏は過ぎて」のイントロへと繋ぐという演出だった。
2. 夏は過ぎて
3. あとまわし
4. 流恋情歌
5. 万里の河
6. 悲炎
7. 翼
8. 終章（エピローグ）
9. ひとり咲き
10. 歌い続ける

### CD盤（完全収録盤）

#### DISC 1
1. 小倉祇園太鼓〜THE 夏祭り'81<Introduction>
2. 夏は過ぎて
3. 幻夜
4. 熱風
5. あとまわし
6. 流恋情歌
7. この恋おいらのからまわり
8. 夢から夢へ
9. 嘘
10. 万里の河
11. 花暦
12. あばんぎゃるど

#### DISC 2
1. 御意見無用
2. 私の愛した人
3. 悲炎
4. 翼
5. 放浪人 (TABIBITO)
6. 荒野
7. 歌い続ける
8. 終章（エピローグ）
9. 真夏の国境
10. ひとり咲き